# Kurt Löwengard

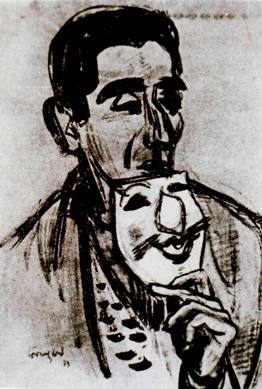
Selbstporträt Kurt Löwengard 1933

Kurt Löwengard (* 2. April 1895 in Hamburg; † 8. Januar 1940 in London) war ein deutscher Maler.

## Leben
Kurt Löwengard war eines von vier Kindern des bekannten Architekten Alfred Löwengard. Dessen Vorfahren lebten seit mehreren Generationen in Hamburg und betrieben ein Antiquitätengeschäft am Neuen Wall. Seine Mutter Jenny (geborene Kanitz), eine Bankierstochter, war jüdisch-italienischer Herkunft. Die freisinnigen Eltern traten zum Christentum über und ließen sich evangelisch taufen.
Die ersten künstlerischen Techniken erlernte Kurt Löwengard 1913 vom Hamburger Maler Arthur Siebelist. Den Ersten Weltkrieg erlebte er von 1916 bis 1918 als Kanonier in Russland und als Telefonist in Frankreich. Er bekam zwei Auszeichnungen.
1919 begann er sein Studium am Bauhaus in Weimar und unternahm ausgedehnte Studienreisen. Wenn ihm das Geld ausging, verdingte er sich als Dekorationsmaler, Reklamezeichner oder Kulissenanstreicher.
1922 bezog er ein Giebelatelier im Haus seiner Eltern in der Hamburger Sierichstraße und ließ sich als freischaffender Künstler nieder. Er fertigte Radierungen, Holzschnitte, Plakatentwürfe und Vignetten und gab Unterricht. Er beteiligte sich an Ausstellungen der Hamburger Sezession, deren Mitglied er war. Freundschaft verband ihn vor allem mit den Künstlerkollegen Wilhelm Grimm, Hans Martin Ruwoldt, Karl Kluth und Willy Graba. 1927 trat er dem Altonaer Künstlerverein bei. Zudem war er Mitglied der Hamburgischen Künstlerschaft.
Zwischen 1929 und 1939 erstellte er im Auftrag der Stadt Hamburg (Wandbilder in Hamburger Staatsbauten) für die Schule Schlankreye 13 (heute Wohnhaus) ein Triptychon auf Leinwand mit dem Titel Arbeiter im Hamburger Hafen. Es überstand den Krieg.
Nach dem Tod des Vaters musste das Elternhaus verkauft werden, und Löwengard bezog ein Wohnatelier in der Eppendorfer Landstraße.

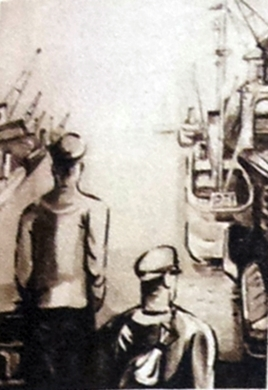
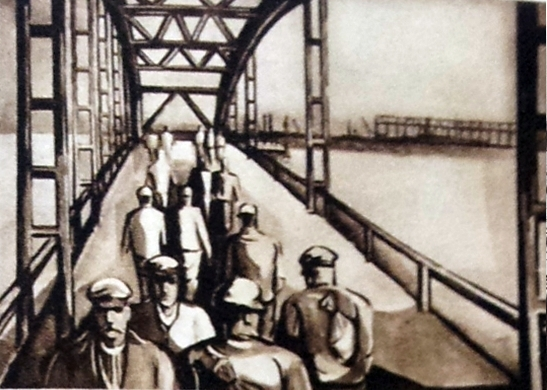
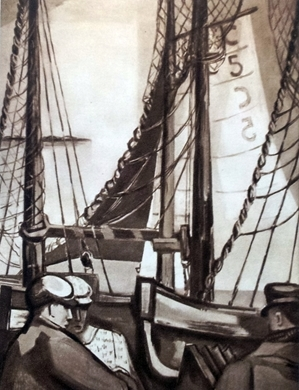

## Jahre der Verfolgung
Im Mai 1933 wurde eine Ausstellung seiner Aquarelle im Hamburger Kunstverein von der nationalsozialistischen Kulturbürokratie geschlossen. 1936 war er mit dem Selbstbildnis Selbst mit Pinsel (Öl, 1932) auf der Reichsausstellung Jüdischer Künstler im Berliner Jüdischen Museum vertreten.
1937 wurden in der Nazi-Aktion „Entartete Kunst“ aus der Kunsthalle Hamburg seine Aquarelle „Winterlandschaft“ und „Südfranzösische Landschaft“ beschlagnahmt und zerstört.
Löwengard schrieb:

„Ich male nach Noten

wenn auch verboten

Wolken und Schlick.

Mit Aquarell geht das schick.

(Unter uns - ich tu es zum Vergnügen

Das Recht ist mir doch geblieben?)“

Während des November-Pogroms 1938 gewährte ihm der Hamburger Universitätsprofessor Bruno Snell für einige Zeit Zuflucht.
Im Mai 1939 verließ Löwengard Deutschland und ging zunächst nach London. Er hatte die Absicht, nach Amerika auszuwandern. Im Hamburger Hafen ließ er einen Transportvan mit seiner Habe lagern. Dieser Transportvan erreichte ihn in England ebenso wenig wie eine kleine Erbschaft, die ihm zustand.
In London lebte er noch sieben Monate unter großen Existenzsorgen bei Verwandten und Freunden. Seine Arbeiten ließen sich nicht verkaufen, und so wurde es ihm unmöglich, in die USA zu reisen. Er starb im Januar 1940 im Alter von 44 Jahren in einer Londoner Klinik.

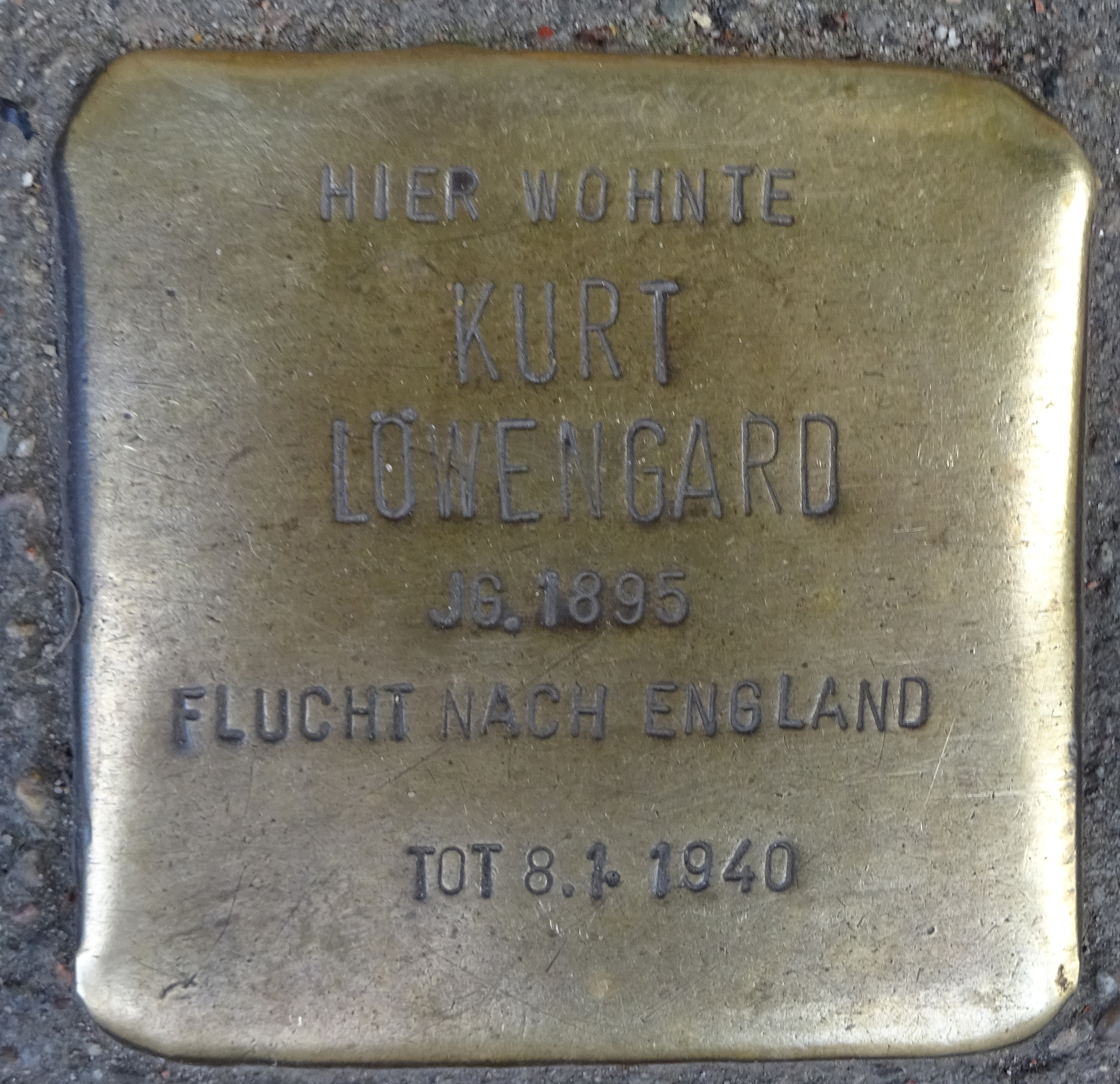
Stolperstein für Kurt Löwengard in Hamburg-Eppendorf

Seine Mutter und seine Schwester Gusti begingen Selbstmord. Sein Onkel Johannes Kanitz nahm sich beim Einmarsch der deutschen Truppen in Wien das Leben.
Kurt Löwengard zum Gedenken wurde ein Stolperstein vor seinem ehemaligen Wohnsitz in der Eppendorfer Landstraße 60 verlegt.